# گراهام بیکر (بازیکن فوتبال)
گراهام بیکر (انگلیسی: Graham Baker؛ زادهٔ ۳ دسامبر ۱۹۵۸) یک بازیکن فوتبال سابق انگلیسی است که در پست هافبک برای باشگاه فوتبال منچستر سیتی، باشگاه فوتبال ساوت‌همپتون، و باشگاه فوتبال فولام بازی می‌کرد.
وی همچنین در تیم ملی فوتبال زیر ۲۱ سال انگلستان بازی کرده‌است.
بیکر در ۱۹۸۸ مربی تیم جوانان دینامو لاکز هیث بود. این تیم طی دو سال پیاپی قهرمان لیگ پورتسموث و کاپ بهاره شد، او با برایان کلو جوان مقایسه می‌شد.